# ISO 22000
Lo standard ISO 22000 in Italia UNI EN ISO 22000 Sistemi di gestione per la sicurezza alimentare - Requisiti per qualsiasi organizzazione nella filiera alimentare, nel testo ISO Food safety management systems — Requirements for any organization in the food chain, è uno standard applicato su base volontaria dagli operatori del settore alimentare. È stato pubblicato al fine di armonizzare gli standard (nazionali e internazionali) preesistenti in materia di sicurezza alimentare e analisi dei rischi e controllo dei punti critici (HACCP).
Lo standard è basato sui principi dell'HACCP definiti dal Codex Alimentarius, ed è allineato con i precedenti ISO 9000 e ISO 14000. Può essere adottato da tutti gli operatori della filiera alimentare, non solo direttamente coinvolti nel processo di produzione degli alimenti, ma anche indirettamente coinvolti (es. produttori di imballaggi, servizi di pulizia e derattizzazione, ecc.). Ogni singolo anello nella catena di produzione è responsabile dell'applicazione dello standard, che non è volto alla certificazione dell'intera filiera.
Sebbene non sia obbligatorio, questo standard si pone come punto di riferimento per gli operatori per l'applicazione dei regolamenti comunitari in materia di igiene e sicurezza alimentare. È lo standard base per la certificazione volontaria di un FSM (sistema di gestione per la sicurezza alimentare).
La ISO 22000 è stata sviluppata dall'ISO/TC 34/SC 17.

## Storia
Lo standard è stato scritto da un gruppo di lavoro composto da esperti provenienti da 23 diverse nazioni e da rappresentanti di organizzazioni internazionali, quali la Codex Alimentarius Commission, l'Associazione internazionale degli hotel e dei ristoranti, la Global Food Safety Initiative (GFSI) e la Confederazione delle industrie agro-alimentari dell'Unione europea (CIAA). La prima edizione è stata pubblicata dall'Ente di normazione internazionale ISO nel settembre 2005, mentre la versione in vigore è del giugno 2018.

## Cronologia
| Anno | Descrizione             |
| ---- | ----------------------- |
| 2005 | ISO 22000 (1ª Edizione) |
| 2018 | ISO 22000 (2ª Edizione) |

## Principali requisiti della norma
di seguito i capitoli della norma ISO 22000:
- 1 Scopo
- 2 Norme di riferimento
- 3 Termini e definizioni
- 5 Responsabilità della direzione
- 6 Gestione delle risorse
- 7 Pianificazione e realizzazione di prodotti sicuri
- 8 Validazione, verifica e miglioramento del sistema di gestione per la sicurezza alimentare